# Нідерланди на літніх Олімпійських іграх 2024
Нідерланди на літніх Олімпійських іграх 2024 представляли двісті сімдесят три спортсмени в двадцяти шести видах спорту.

## Медалісти
| Медаль | Ім'я | Вид спорту            | Дисципліна                              | Дата      |
| ------ | --- | --------------------- | --------------------------------------- | --------- |
| 1      | Леннарт ван Ліроп Фінн Флорейн Тоні Вітен Кун Метсемакерс | Академічне веслування | Парні четвірки (чоловіки)               | 31 липня  |
| 1      | Бенте Бонстра Гермейнтче Дрент Тінка Офферейнс Марлус Олденбурґ | Академічне веслування | розпашні четвірки без стернової (жінки) | 1 серпня  |
| 1      | Їмк'є Клеверінґ Веронік Местер | Академічне веслування | розпашні двійки без стернової (жінки)   | 2 серпня  |
| 1      | Оділе ван Анголт Аннетт Дойц | Вітрильний спорт      | 49er FX (жінки)                         | 2 серпня  |
| 1      | Каролін Флорейн | Академічне веслування | одиночки (жінки)                        | 3 серпня  |
| 1      | Ісая Клейн Іккінк Ліке Клавер Юджин Омалла Кателейн Петерс Фемке Бол | Легка атлетика        | змішана естафета 4×400 метрів           | 3 серпня  |
| 1      | Ворті де Йонґ Арвін Слаґтер Ян Дріссен Дімео ван дер Горст | Баскетбол             | чоловічий турнір 3x3                    | 5 серпня  |
| 1      | Рой ван ден Берг Джефрі Гогланд Гаррі Лаврейсен | Велоспорт             | командний спринт (чоловіки)             | 6 серпня  |
| 1      | Маріт Боувместер | Вітрильний спорт      | ILCA 6                                  | 7 серпня  |
| 1      | Шарон ван Раувендал | Плавання              | 10 км                                   | 8 серпня  |
| 1      | Збірна Нідерландів з хокею на траві - Севе ван Асс Ларс Балк Кун Беєн Пірмін Блак Юстен Блок Thierry Brinkman Йорріт Крон Тейс ван Дам Йонас де Ґес Тьєп Гудемакерс Їп Янссен Флоріс Міддендорп Юп де Мол Теймен Реєнґа Дуко Телґенкамп Дерк де Вілдер Флоріс Вортелбур | Хокей на траві        | чоловічий турнір                        | 8 серпня  |
| 1      | Гаррі Лаврейсен | Велоспорт             | спринт (чоловіки)                       | 9 серпня  |
| 1      | Жіноча збірна Нідерландів з хокею на траві - Фелісе Алберс Йосьє Бурґ Пін Дікке Луна Фокке Їббі Янсен Марлен Йохемс Санне Колен Рене ван Ларговен Фредеріке Матла Фреке Мус Лаура Муннінк Ліза Пост Пін Сандерс Марейн Вен Анне Венендал Марія Вершор Ксан де Ваард     | Хокей на траві        | жіночий турнір                          | 9 серпня  |
| 1      | Сіфан Гассан | Легка атлетика        | марафонський біг (жінки)                | 11 серпня |
| 1      | Гаррі Лаврейсен | Велоспорт             | Кейрін (чоловіки)                       | 11 серпня |
| 2      | Лайла Юссіфу Бенте Пауліс Рос де Йонґ Тесса Дюллеманс | Академічне веслування | Парні четвірки (жінки)                  | 31 липня  |
| 2      | Стеф Брунінк Мелвін Твеллар | Академічне веслування | Парні двійки (чоловіки)                 | 1 серпня  |
| 2      | Манон Венстра | Велоспорт             | BMX (жінки)                             | 2 серпня  |
| 2      | Ралф Рінкс Олав Моленар Сандер де Грааф Рубен Кнаб Ґерт-Ян ван Дорн Якоб ван де Керкгоф Ян ван дер Бей Мік Маккер Діувке Феттер (стерновий) | Академічне веслування | Вісімки (чоловіки)                      | 3 серпня  |
| 2      | Маріанне Вос | Велоспорт             | групова шосейна гонка (жінки)           | 4 серпня  |
| 2      | Гетті ван де Ваув | Велоспорт             | кейрін (жінки)                          | 8 серпня  |
| 2      | Лісанне де Вітте Ліке Клавер Евеліне Салберґ Мірте ван дер Схот Фемке Бол Кателейн Петерс | Легка атлетика        | естафетний біг 4×400 метрів (жінки)     | 10 серпня |
| 3      | Каспар Корбо | Плавання              | 200 метрів брасом (чоловіки)            | 31 липня  |
| 3      | Тес Схаутен | Плавання              | 200 метрів брасом (жінки)               | 1 серпня  |
| 3      | Сімон ван Дорп | Академічне веслування | одиночки (чоловіки)                     | 3 серпня  |
| 3      | Люк ван Опзеланд | Вітрильний спорт      | IQFoil (чоловіки)                       | 3 серпня  |
| 3      | Сіфан Гассан | Легка атлетика        | біг на 5000 метрів (жінки)              | 5 серпня  |
| 3      | Майкел ван дер Влетен | Кінний спорт          | Індивідуальний конкур                   | 6 серпня  |
| 3      | Аннелаус Ламмертс | Вітрильний спорт      | Формула Кайт (жінки)                    | 8 серпня  |
| 3      | Фемке Бол | Легка атлетика        | біг на 400 метрів з бар'єрами (жінки)   | 8 серпня  |
| 3      | Ліса ван Белле Майке ван дер Дейн | Велоспорт             | медісон (жінки)                         | 9 серпня  |
| 3      | Сіфан Гассан | Легка атлетика        | біг на 10000 метрів (жінки)             | 9 серпня  |
| 3      | Жіноча збірна Нідерландів з водного поло - Лаура Артс Ніна тен Брук Сара Бейс Кітті-Лінн Яустра Мартьє Кенінґ Сімоне ван де Кратс Лола Молгуйзен Бенте Роґґе Ліке Роґґе Вівіан Севеніх Бріґітте Слекінґ Сабріна ван дер Слот Іріс Волвес                                | Водне поло            | жіночий турнір                          | 10 серпня |
| 3      | Брег'є де Брауер Нортьє де Брауер | Артистичне плавання   | дуети (жінки)                           | 10 серпня |

| Вид спорту            | 1  | 2 | 3  | Загалом |
| Легка атлетика        | 2  | 1 | 3  | 6       |
| Артистичне плавання   | 0  | 0 | 1  | 1       |
| Баскетбол             | 1  | 0 | 0  | 1       |
| Велоспорт             | 3  | 3 | 1  | 7       |
| Кінний спорт          | 0  | 0 | 1  | 1       |
| Хокей на траві        | 2  | 0 | 0  | 2       |
| Академічне веслування | 4  | 3 | 1  | 8       |
| Вітрильний спорт      | 2  | 0 | 2  | 4       |
| Плавання              | 1  | 0 | 2  | 3       |
| Водне поло            | 0  | 0 | 1  | 1       |
| Загалом               | 15 | 7 | 12 | 34      |

| День    | Дата      | 1  | 2 | 3  | Загалом |
| 1       | 27 липня  | 0  | 0 | 0  | 0       |
| 2       | 28 липня  | 0  | 0 | 0  | 0       |
| 3       | 29 липня  | 0  | 0 | 0  | 0       |
| 4       | 30 липня  | 0  | 0 | 0  | 0       |
| 5       | 31 липня  | 1  | 1 | 1  | 3       |
| 6       | 1 серпня  | 1  | 1 | 1  | 3       |
| 7       | 2 серпня  | 2  | 1 | 0  | 3       |
| 8       | 3 серпня  | 2  | 1 | 2  | 5       |
| 9       | 4 серпня  | 0  | 1 | 0  | 1       |
| 10      | 5 серпня  | 1  | 0 | 1  | 2       |
| 11      | 6 серпня  | 1  | 0 | 1  | 2       |
| 12      | 7 серпня  | 1  | 0 | 0  | 1       |
| 13      | 8 серпня  | 2  | 1 | 2  | 5       |
| 14      | 9 серпня  | 2  | 0 | 2  | 4       |
| 15      | 10 серпня | 0  | 1 | 2  | 3       |
| 16      | 11 серпня | 2  | 0 | 0  | 2       |
| Загалом | Загалом   | 15 | 7 | 12 | 34      |

| Стать    | 1  | 2 | 3  | Загалом |
| жінки    | 8  | 5 | 8  | 21      |
| Чоловіки | 6  | 2 | 4  | 12      |
| змішані  | 1  | 0 | 0  | 1       |
| Загалом  | 15 | 7 | 12 | 34      |

| Ім'я            | Вид спорту     | 1 | 2 | 3 | Загалом |
| Гаррі Лаврейсен | Велоспорт      | 3 | 0 | 0 | 3       |
| Фемке Бол       | Легка атлетика | 1 | 1 | 1 | 3       |
| Ліке Клавер     | Легка атлетика | 1 | 1 | 0 | 2       |
| Кателейн Петерс | Легка атлетика | 1 | 1 | 0 | 2       |
| Сіфан Гассан    | Легка атлетика | 1 | 0 | 2 | 3       |

## Спортсмени
| Вид спорту                      | Чоловіки | Жінки | Загалом |
| ------------------------------- | -------- | ----- | ------- |
| Стрільба з лука                 | 1        | 3     | 4       |
| Артистичне плавання             | 0        | 2     | 2       |
| Легка атлетика                  | 17       | 23    | 40      |
| Бадмінтон                       | 1        | 1     | 2       |
| Баскетбол                       | 4        | 0     | 4       |
| Бокс                            | 0        | 1     | 1       |
| Брейкданс                       | 2        | 1     | 3       |
| Веслування на байдарках і каное | 1        | 4     | 5       |
| Велоспорт                       | 10       | 14    | 24      |
| Стрибки у воду                  | 0        | 1     | 1       |
| Кінний спорт                    | 4        | 5     | 9       |
| Фехтування                      | 1        | 0     | 1       |
| Хокей на траві                  | 17       | 17    | 34      |
| Гольф                           | 0        | 1     | 1       |
| Гімнастика                      | 5        | 5     | 10      |
| Гандбол                         | 0        | 14    | 14      |
| Дзюдо                           | 5        | 5     | 10      |
| Академічне веслування           | 19       | 14    | 33      |
| Вітрильний спорт                | 5        | 6     | 11      |
| Скейтбординг                    | 0        | 2     | 2       |
| Плавання                        | 8        | 12    | 20      |
| Настільний теніс                | 0        | 1     | 1       |
| Теніс                           | 4        | 2     | 6       |
| Тріатлон                        | 2        | 2     | 4       |
| Волейбол                        | 4        | 14    | 18      |
| Водне поло                      | 0        | 13    | 13      |
| Загалом                         | 110      | 163   | 273     |